# حملة وهران (1550)
الحملة على وهران هي عملية عسكرية نفذتها السلطنة الشريفة لضم غرب المغرب الأوسط أثناء انهيار سلطة السلاطين الزيانيين، الممزقة بين السلاطين المؤيدين الإسبان أو العثمانيين.

## الخلفية التاريخية
في عام 1549، أدى صعود الدولة السعدية إلى توخف جعل العثمانيين بفقدان منطقة وهران لصالحهم. حيث استولى مولاي أبو زيان على السلطة بعد منافسه السلطان المبايع للعثمانيين، وذلك بفضل دعم إسبان وهران.
تم عقد اتفاق بين العثمانيين والسلطنة الشريفة ضد الإسبان  تقضي بتقسيم إمارة بني زيان: بحيث يضم الأشراف السعديون تلمسان بينما تذهب وهران إلى العثمانيين. ومع ذلك، ظل الاتفاق حبرا على ورق بسبب تقاهمات سرية للعثمانيين مع ملك دبدو  المنشق عن الأشراف السعديين.

## المعركة
تخوفًا من التهديد العثماني، شن السلطان السعدي محمد الشيخ عام 1550، هجومًا ضد الوجود العثماني في غرب الجزائر. ففر السلطان الزياني مولاي أبي زيان إلى الإسبان إلى وهران (توفي السلطان أبو زيان أحمد الرابع في ظروف مجهولة سنة 1550). دخل السعديون تلمسان دون قتال، في 9 يونيو 1550 (مستغلين وفاة السلطان التلمساني أبي زيان) قرروا الزحف نحو الجزائر العاصمة، لكنهم فشلوا أمام مستغانم  وتم إيقاف هجومهم.

## التداعيات
عقد بكلبرك الجزائر وسلطان بني عباس تحالفًا بعد إبرام « الصلح".«أغيمون آث خيار ». ستحارب سلطنة بني عباس بعد ذلك جنبًا إلى جنب مع قوات البكلربك مما سيلعب دورا حاسما فيما بعد.
نتجت عن الحمل حروب وصراعات التي لن تنته إلا عام 1585 بعد تدخل السلطان العثماني. في العام التالي، استعاد العثمانيون بقيادة حسن باشا، بكلربك الجزائر، أراضي بايلك الغرب خلال حملة تلمسان عام 1551 بجيش قوامه 20 ألف رجل.

### فهرست المراجع
- Ruff, Paul (15 Oct 1998). La domination espagnole à Oran sous le gouvernement du comte d'Alcaudete, 1534-1558 (بالفرنسية). Editions Bouchène. ISBN:978-2-35676-083-8. Archived from the original on 2022-05-23. Retrieved 2021-10-26.

## أنظر أيضا
- العلاقات العثمانية بالمغرب الأقصى
- إيالة الجزائر
- الدولة العثمانية
- السلطنة الشريفة